# Auguste Lumière

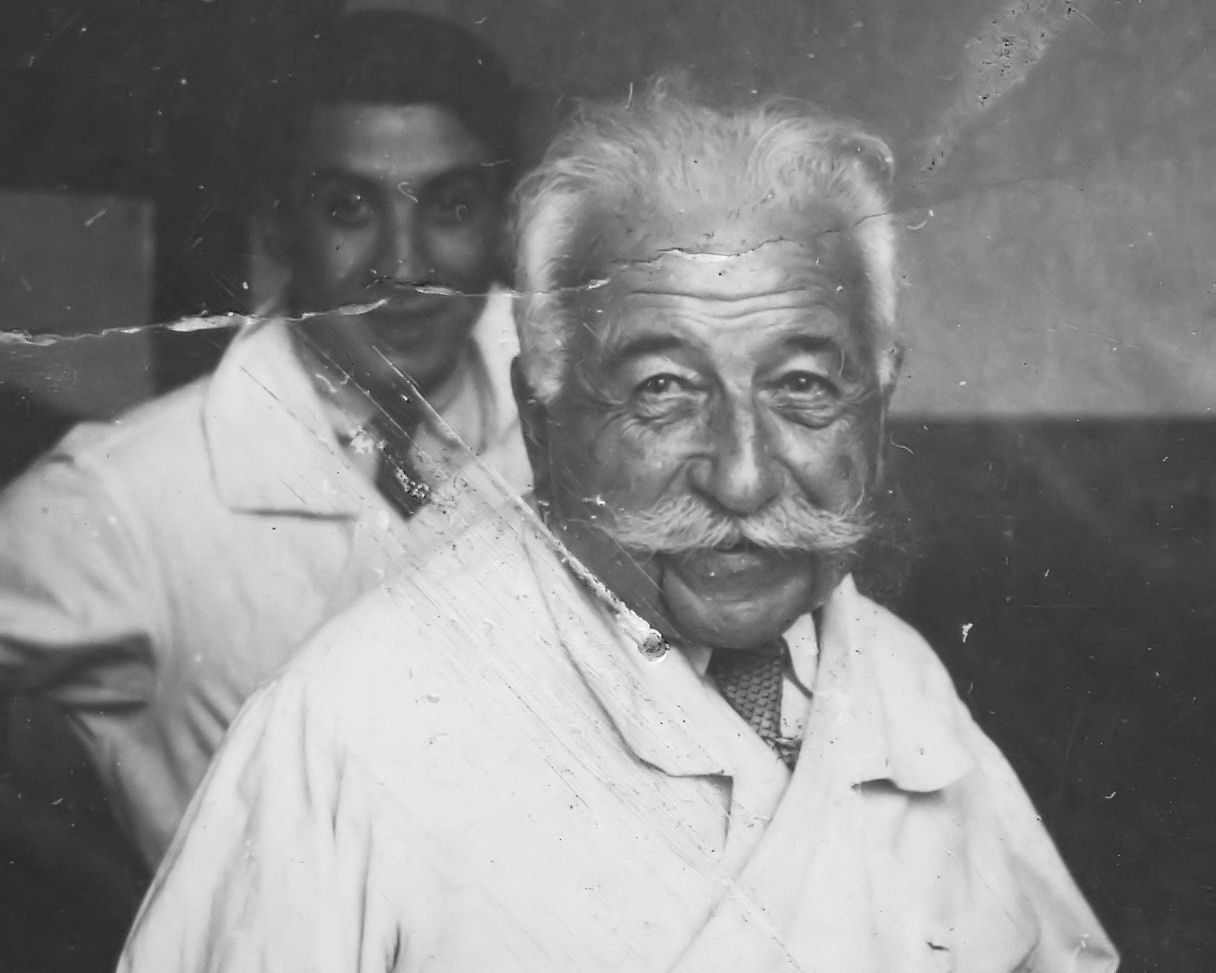
Auguste Lumière

Auguste Lumière (* 19. Oktober 1862 in Besançon; † 10. April 1954 in Lyon, Frankreich, mit vollem Namen Auguste Marie Louis Nicolas Lumière) war ein französischer Erfinder und Unternehmer. Er war an der Entwicklung des Kinematographen durch seinen Bruder Louis beteiligt. Dieses als Kamera und Projektor verwendbare Gerät ermöglichte das Kino. Sein eigentliches Interesse galt jedoch der biomedizinischen Forschung.

## Leben

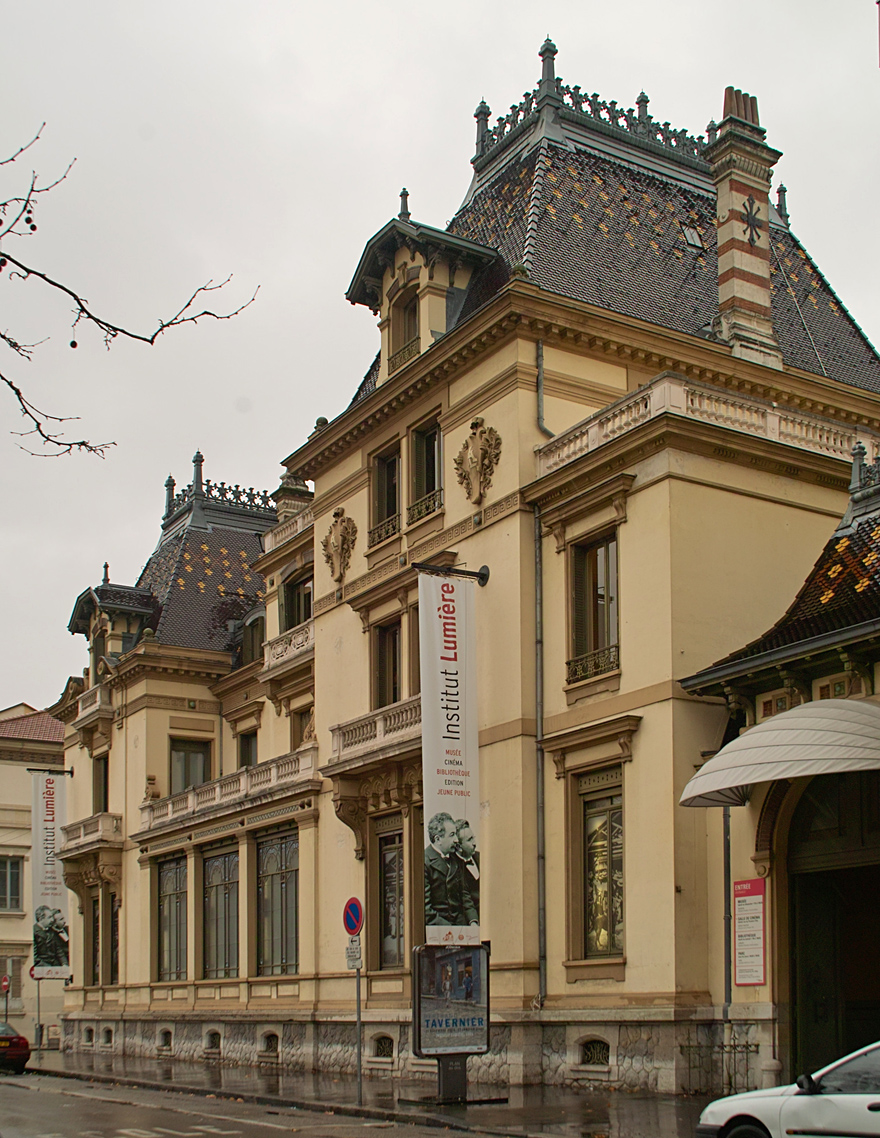
1899 vom Vater in Lyon erbaute Villa, heute Sitz des Museums Institut Lumière

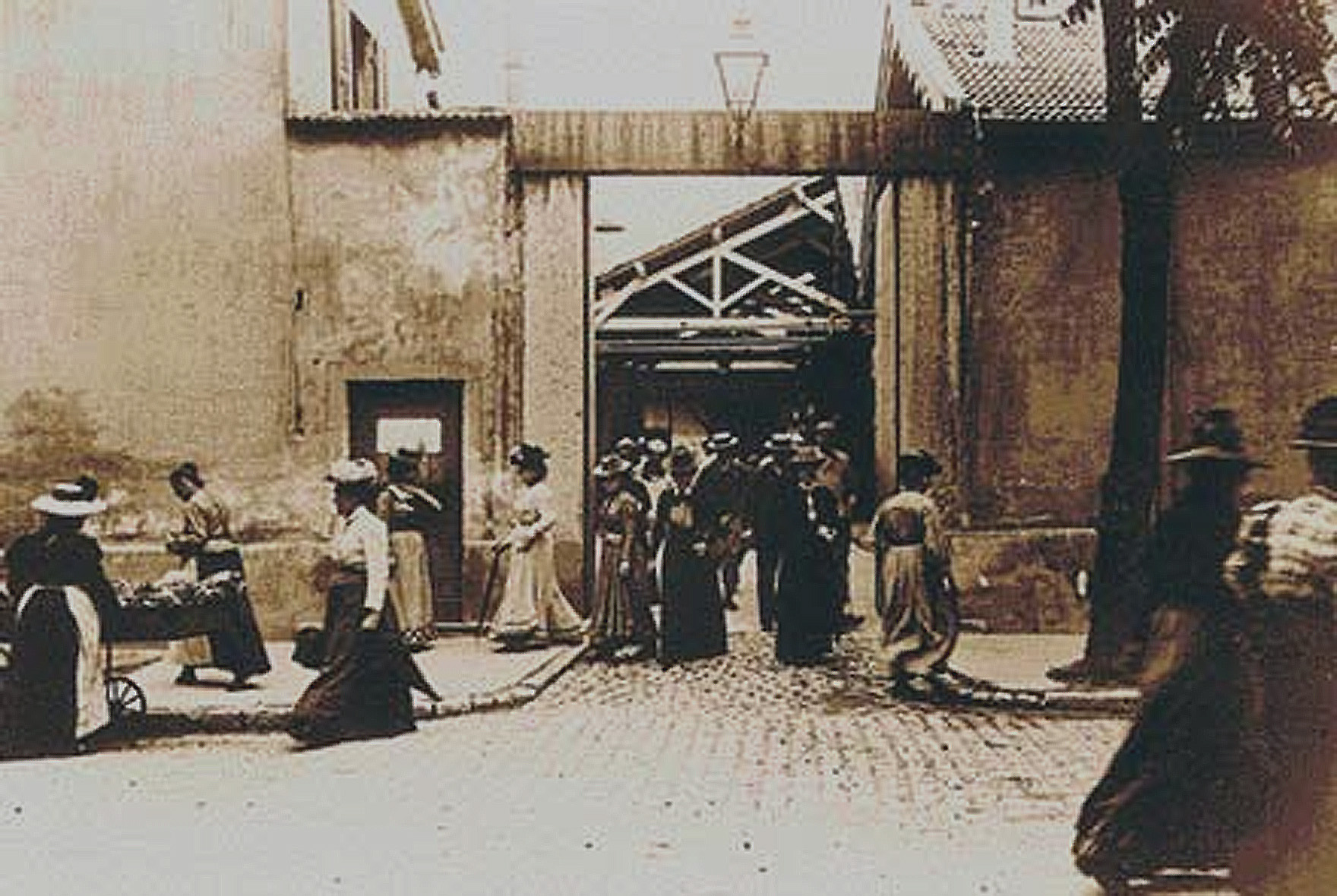
Szene aus „Arbeiter verlassen die Lumière-Werke“ von 1895, der älteste bekannte Film, der mit dem Kinematographen aufgenommen wurde

Auguste war der Sohn von Claude Antoine Lumière, der zunächst als Maler, dann erfolgreich als Fotograf in Besançon tätig war. Die Mutter Jeanne-Joséphine arbeitete im Fotoatelier mit. 1864 kam sein Bruder Louis zur Welt; außerdem gab es noch vier weitere Geschwister. 1870 zog die Familie nach Lyon um, wo der Vater durch seinen Beruf rasch Kontakt zur gesamten Oberschicht der Stadt bekam. Über den Schulunterricht seiner Zeit äußert sich Auguste Lumière verächtlich; er töte in den Schülern jegliche Neugier ab. Einzige Ausnahme war die Privatschule „La Martinière“, die er zwei Jahre lang besuchen durfte und von der er enthusiastisch erzählt. Um sich auf die École polytechnique vorzubereiten, lernte Auguste das letzte Jahr mit einem Privatlehrer und bestand 1879 erfolgreich das Baccalauréat. Gegen Zahlung von 500 Francs konnte er den Militärdienst auf ein Jahr reduzieren, das er in einem Infanterie-Regiment in Chambéry ableistete – nach seiner Aussage die unglücklichste Zeit seines Lebens.
Während seines Wehrdiensts gab sein Vater das Fotoatelier auf und versuchte, eine Fabrik für Fotoplatten zu gründen. Bei Augustes Rückkehr hatte er einen Schuldenberg von 200.000 Francs aufgetürmt und stand kurz vor der Insolvenz. Auguste und seinem Bruder Louis gelang es, die Gläubiger davon zu überzeugen, die Schulden zu stunden. Auguste entwickelte eine Emulsion aus Silberbromid in Gelatine zur Herstellung fotografischer Platten, und vier Geschwister brachten die Firma gemeinsam zum Erfolg. Später stellte das Unternehmen auf die Herstellung von Fotopapier um.
Die Familie gründete die Société Anonyme des Plaques et Papiers Photographiques Antoine Lumière et ses Fils, kurz Société Lumière, in der Rechtsform einer Aktiengesellschaft und einem Grundkapital von drei Millionen Francs. Da der Erfolg dem Vater zu Kopf stieg, investierte er zu viel Geld in private Bauvorhaben, und die Aktien gingen zum großen Teil in fremde Hände über. Ein befreundeter Unternehmer half schließlich mit einem Darlehen, den Verlust der Firma zu vermeiden.
Bereits während des Ersten Weltkriegs hatte sich Auguste Lumière seinem eigentlichen Interesse, der biomedizinischen Forschung, am Hôtel-Dieu von Lyon gewidmet. Nach dessen Demobilisierung trat sein Sohn Henri in die Geschäftsleitung der Société Lumière ein. Dies erlaubte Auguste Lumière auszuscheiden und sich einen Lebenstraum zu erfüllen: Mit den Laboratoires Lumière gründete er ein eigenes biomedizinisches Forschungszentrum und Pharma-Unternehmen. Am 26. November 1928 wurde er als korrespondierendes Mitglied in die Académie des sciences (Sektion Medizin und Chirurgie) gewählt.
Anlässlich des 100. Jubiläums des Kinos 1995 kam es in Frankreich zu einer öffentlichen Kontroverse um die Rolle der Brüder Lumière während der Besatzungszeit. Sie konzentrierte sich allerdings auf Louis Lumière, während Auguste nur nebenbei erwähnt wurde.

## Werk

### Der Kinematograph und andere fotografische Erfindungen

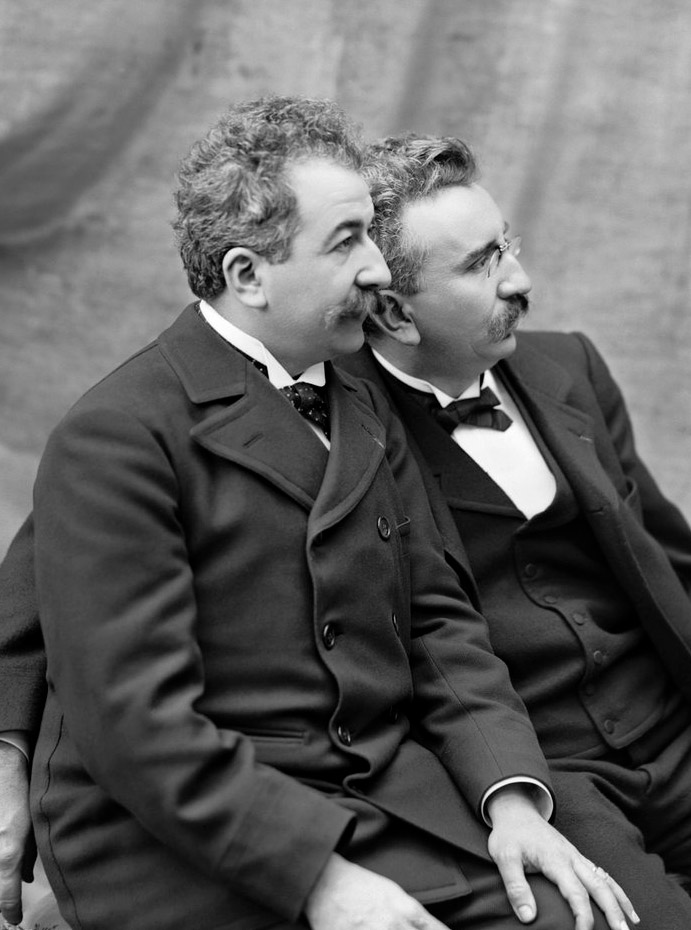
Auguste und Louis Lumière

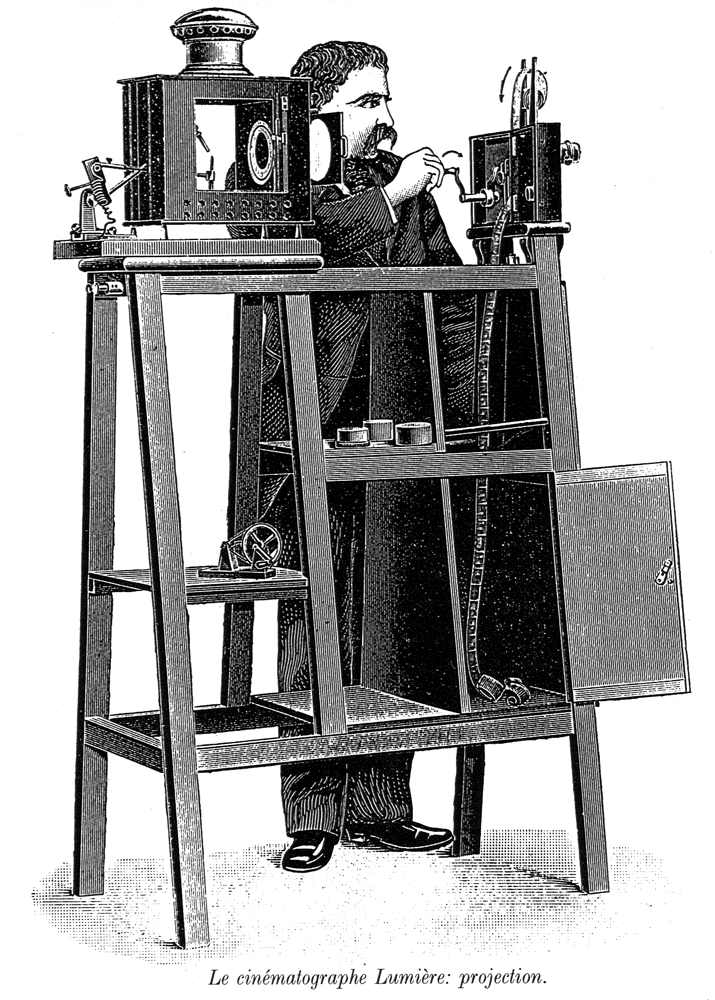
Kinematograph in der Anordnung zum Projizieren

Dem Kinematographen räumt Auguste Lumière in seinen Erinnerungen erstaunlich wenig Platz ein. Ihm sei Anfang 1895 in einem Kaufhaus von Lyon das Kinetoskop von Edison aufgefallen. Seitdem habe er darüber nachgedacht, wie man bewegte Bilder auch einer größeren Menschenmenge zeigen könne, und von diesem Problem auch seinem Bruder Louis erzählt, der schließlich die technische Lösung dafür fand. Der Kinematograph konnte sowohl für die Aufnahme, als auch für die Projektion und das Kopieren von Filmen verwendet werden. Bis dahin waren sich die beiden Brüder einig gewesen, sämtliche Erfindungen gemeinsam zu publizieren, die Patente liefen auf die Société Lumière. Auguste erhob auch keine Einwände, als Louis sich als alleinigen Erfinder des Kinematographen bezeichnete. In seiner Autobiografie bedauert er, dass der Kinematograph zum Anlass geworden sei, sich mit seinem Bruder zu zerstreiten. Finanziell sollen weder die Société Lumière, bei der die Rechte lagen, noch die beiden Brüder von der Erfindung des Kinematographen profitiert haben.
1891 waren drei verschiedene Verbindungen als fotografische Entwickler bekannt. Auguste Lumière formulierte eine allgemeine Regel, welche organischen Verbindungen als Entwickler dienen können. Praktisch bedeutsam wurden von ihnen vor allem para-Aminophenol und para-Phenylendiamin.
Die Entdeckung der Röntgenstrahlen hatte Lumière mit großem Interesse verfolgt, selbst eine Röntgenanlage konstruiert und die ersten Röntgenbilder in Lyon hergestellt. Während des Ersten Weltkriegs baute er aus eigenen Mitteln einen röntgenmedizinischen Dienst in Lyon auf, der kostenlos über 18.000 Röntgenbilder lieferte.

### Biomedizinische Forschung
Sein Interesse für Medizin führt Auguste Lumière auf die Krankheit einer seiner Schwestern zurück. Der Hausarzt war auch nach Konsultation mit mehreren Kollegen nicht in der Lage, die Ursache ihres plötzlichen Fiebers zu finden. Auguste hatte im Hauslexikon gelesen, dass Fieber auch von Darmwürmern ausgelöst werden konnte, und schlug diese Ursache dem Hausarzt vor. Tatsächlich genas die Schwester nach einer Wurmkur.

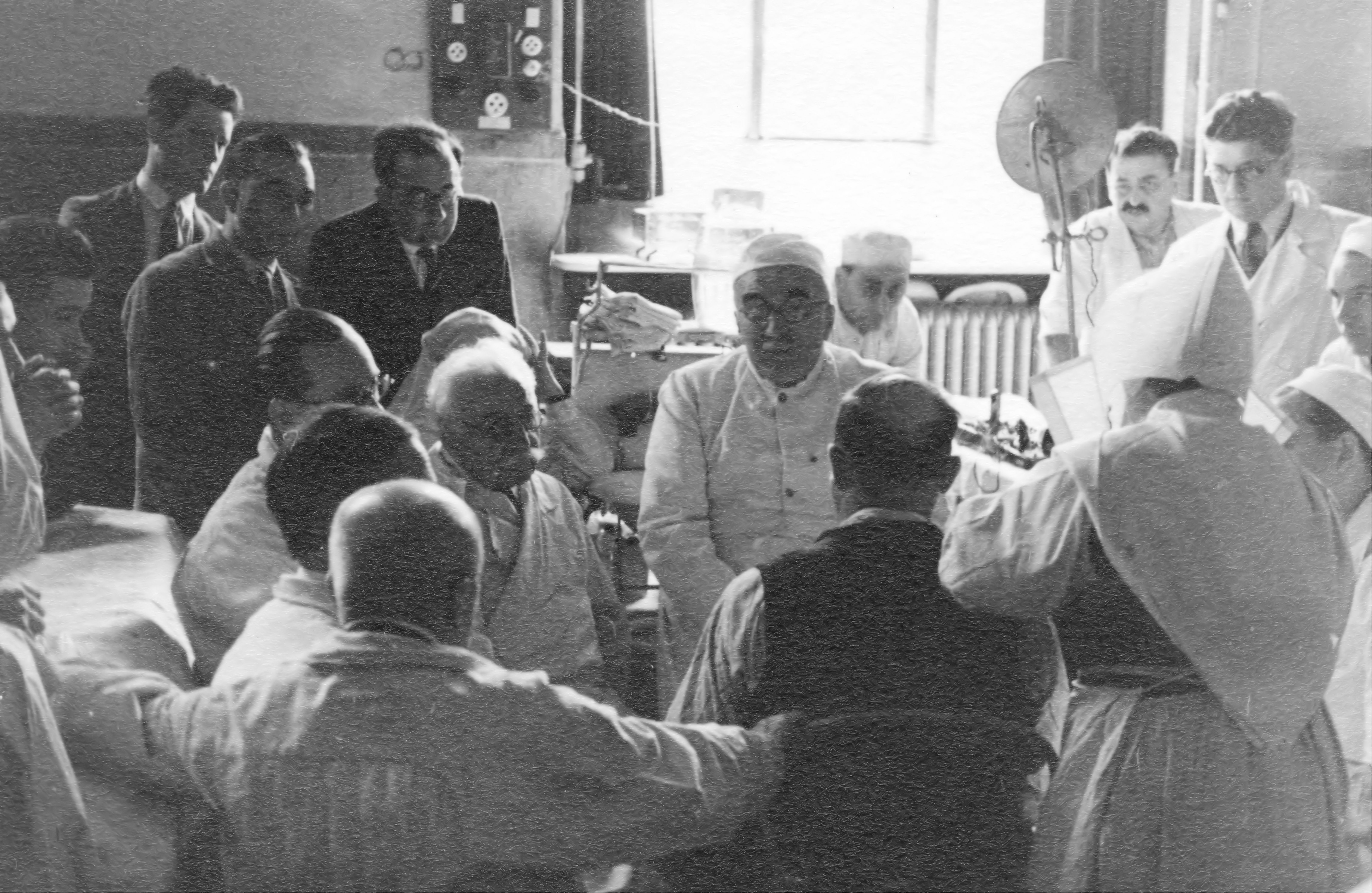
Auguste Lumières enger persönlicher Freund und Förderer war der Lyoner Medizinprofessor Léon Bérard, der auf dieser Aufnahme im Zentrum sitzt; links neben ihm Auguste Lumière.

Auguste Lumière besaß keine medizinische Ausbildung. Aus seiner fotochemischen Forschung heraus gründete er ein pharmazeutisches Forschungslabor, die Laboratoires Lumières. Im Ersten Weltkrieg kam es zu einer starken Zunahme von Tetanus-Erkrankungen. Seine ersten Erfolge erzielte er mit der Injektion einer 10-prozentigen Natriumsulfat-Lösung zur Behandlung von Krisen bei Wundstarrkrampf. Bei der Behandlung von Verwundeten im Hôtel-Dieu von Lyon beobachtete er auch immer wieder späte Ausbrüche von Tetanus, obwohl die Verwundeten mit Anti-Tetanus-Serum versorgt worden waren. Lumière fiel auf, dass der Tetanus in aller Regel auf Operationen folgte, in denen Granatsplitter und ähnliche Fremdkörper entfernt worden waren. Er konnte nachweisen, dass diese Fremdkörper weiterhin mit Tetanus-Sporen kontaminiert waren, die bei der Entfernung in der Wunde freigesetzt wurden. Lumière schlug vor, die Verwundeten prophylaktisch vor einer Operation erneut mit Anti-Tetanus-Serum zu versorgen, woraufhin späte Tetanus-Erkrankungen praktisch ausblieben. Die neue Methode wurde durch ein ministerielles Rundschreiben im Französischen Heer bekannt gemacht.
Bei der Wundversorgung stellte sich immer wieder das Problem, dass Teile des Verbands in den Wundsekreten festklebten und beim Auswechseln des Verbands die Wunde erneut aufrissen. Lumière entwickelte einen nicht-klebenden Verband, dessen erste Lage aus Tüll bestand, der mit antiseptischer Vaseline imprägniert war. Dieser Verband fiel nach dem Aufschneiden von der Wunde einfach ab.

#### Pharmazeutische Forschung
Das beliebte Fieber- und Schmerzmittel Cryogénine (Wirkstoff: Phenylsemicarbazid C6H5-NH-NH-CONH2) wurde von Auguste Lumière 1902 entwickelt. Es wirkte schnell, war arm an Nebenwirkungen und hatte eine große therapeutische Breite. Vor allem bei Fieberzuständen von Tuberkulösen wurde es eingesetzt. Lumière untersuchte auch eine Reihe von Schwermetallverbindungen, darunter die Gold-Verbindung Allochrysine, die sich in der Behandlung von Rheumatikern bewährte. Daneben stammen noch eine Reihe weiterer Arzneimittel aus dem Hause Lumière, die heute aber nicht mehr gebräuchlich sind.

#### Theoretische Arbeiten
Auguste Lumière entwarf zahlreiche medizinische Theorien, die durch ihre große Originalität auffallen, auch wenn sie heute nicht mehr als richtig gelten. Als Prinzip des Lebens verstand er den kolloidalen Zustand. Dieser Zustand könne nur durch andere Kolloide mit dem Ergebnis einer Präzipitation zerstört werden. Aus diesem Prinzip erklärte er zahlreiche medizinische Phänomene wie Blutvergiftung, anaphylaktischen Schock, Sensibilisierung, die von einer Impfung ausgelöste Wirkung etc. Um eine Präzipitation zu vermeiden, entwickelte er als Medikament das intravenös zu spritzende Magnesiumthiosulfat (Handelsname: Emgé), ursprünglich eine Fotochemikalie. Vor dem Hintergrund der damals strikten Isolationsmaßnahmen bei Tuberkulose bezeichnete er es als Irrglaube, dass diese Krankheit ansteckend sei, und forderte eine Re-Integration der Kranken in die Gesellschaft. Auch zu den damals zahlreichen Theorien zur Krebsentstehung leistete Lumière einen Beitrag. Seine medizinischen Thesen verbreitete er in einer eigenen Zeitschrift, L'avenir médical, die an französische Ärzte verteilt wurde.